# L'avaro fastoso
L'avaro fastoso è un'opera teatrale in cinque atti in prosa di Carlo Goldoni scritta nel 1776: si tratta della traduzione rimaneggiata de L'avare fastueux, commedia scritta da Goldoni in francese nel 1772, sulla scia del successo ottenuto da Le bourru bienfaisant, e rappresentata a Parigi con molto minor successo della precedente. La versione italiana, realizzata immediatamente dopo quella originaria, venne recitata a Venezia fra il 1776 e il 1778..
In questa commedia viene rappresentato un personaggio ormai classico del teatro comico, non solo francese (vedi L'avaro di Molière), ma anche di quello goldoniano. Qui Goldoni ha modificato il carattere dell'avaro, riconoscendo al personaggio (il conte di Casteldoro), oltre all'avarizia, un tratto di magnificenza.

## Trama
La scena si rappresenta a Parigi in una sala in casa del Conte di Casteldoro, un arricchito avaro, ma vanesio, che si trova costretto a pagare parecchi zecchini d'oro a un letterato piaggiatore per non essere pubblicamente dileggiato e a restituire - davanti alle persone a cui aveva dato ad intendere fossero suoi - i diamanti presi a prestito da un gioielliere per Eleonora, la ragazza che egli vorrebbe sposare solo per appropriarsi della dote.

## Poetica
Ultima commedia composta da Goldoni e anche doloroso insuccesso, questa opera si inserisce con una proposta drammaturgica originale all'interno di un vivace dibattito intorno alla commedia di carattere. Con la figura del protagonista Casteldoro, nuovo ricco che ha acquistato il titolo nobiliare e progetta un conveniente matrimonio, Goldoni crea un avaro moderno, che unisce all'avarizia, intesa come economia e astuzia imprenditoriale, l'ostentazione di chi ambisce a un mondo socialmente superiore, distanziandosi dagli avari di commedia, vecchi e sempre intenti a controllare l'oro riposto in cassetta. Attorno al protagonista si muove un mondo governato dal denaro, non poi così dissimile da quello di Casteldoro, soltanto più rispettoso delle convenzioni sociali. Ne deriva una commedia amara, spiazzante, sgradevole, dove il riso è confinato a poche scene, ma che analizza con preveggenza le incertezze morali e l'egoismo sociale di un mondo regolato dal guadagno, destinato ad alimentare la stagione del grande romanzo dell'Ottocento..